# Астрід Клеве
Астрід Клеве (швед. Astrid Cleve; 1875 — 1968) — шведська вчена-ботанік, геолог, хімік, дослідник в Уппсальському університеті. Вона була першою жінкою в Швеції, яка отримала ступінь доктора наук.

## Біографія
Астрід Клеве народилася 22 січня 1875 року в Уппсалі, Швеція. Вона була найстаршою донькою хіміка, океанографа, геолога та професора Пера Теодора Клеве та його дружини Альми. Разом із двома молодшими сестрами Астрід отримала початкову освіту вдома, їх навчала мама, одна з перших жінок у Швеції, яка отримала гімназійну освіту. У лабораторії батька, де він досліджував планктон Астрід Клеве вивчала основи наук,і це викликало її зацікавлення діатомовими водоростями.
Восени 1891 року вона розпочала вивчати природничі науки в Уппсальському університеті, закінчила університет у січні 1894 року зі ступенем бакалавра . Згодом вона отримала посаду асистента професора хімії у прогресивному Стокгольмському університеті. Під час роботи вона познайомилася з німецько-шведським біохіміком, а пізніше Нобелівським лауреатом Гансом фон Ейлер-Хельпіном. У 1902 році вони одружилися і Астрід отримала прізвище Клеве фон Ейлер. У них було п'ятеро дітей, троє з яких народилися невдовзі після того, як Астрід закінчила університет, один з синів, Ульф фон Ейлер, став фізіологом та Нобелівським лауреатом. Їх шлюб розпався у 1912 році; сімнадцять років потому, у 1929 році, Ганс фон Ейлер-Хельпін отримав Нобелівську премію з хімії за свої дослідження ферментації. З 1911 до 1917 року Астрід Клеве працювала вчителем у Стокгольмській жіночій семінарії. Також у цей період вона продовжила свої дослідження. Після завершення вчителювання вона переїхала до Вермланду, де вона жила у 1917-1923 роках. У Вермланді вона  очолювала «Науково-дослідну лісову лабораторію (Skoghallsverkens)», дочірню компанію Uddeholm Company; де вона продовжувала проводити дослідження. Згодом сім'я перебралася до Уппсали, а у 1933 році вони переїхали до ферми в Ліндесбергу, де вирощували овець. Окрім землеробства, Клеве займалася викладанням у реальній школі. У 1949 році сім'я повернулася до Уппсали, де вона прожила більшу частину життя; у тому ж році вона стала католичкою. У 1968 році, у віці 93 років, у неї була операція на грижу, з якої вона вже не змогла відновитися. Астрід Клеве фон Ейлер померла 8 квітня 1968 року у будинку для престарілих у Вестеросі.

## Наукові дослідження
У 1895-1896 роках Астрід Клеве займалася вивченням діатомових водоростей. Результати ідентифікації та виявлення нових діатомів у арктичних озерах вона опублікувала у роботі On recent freshwater diatoms from Lule Lappmark in Sweden. Також вона досліджувала екосистеми рослин у далеких північних регіонах та їх адаптацію до суворих умов. У період з 1896 до 1898 року Клеве опублікувала 4 статті з хімії щодо азотистих органічних сполук у різних структурах. Її дослідження ітербію, проведене в університеті Уппсала, було опубліковане у Стокгольмському університеті; вона визначила атомну масу та інші властивості елемента. У травні 1898 року, у віці 23 років, вона отримала ступінь доктора наук в Уппсальському університеті, тема її дисертації Studier ofver några svenska väksters groningstid och förstärkningstadium, — "Дослідження терміну проростання та стадії росту деяких шведських рослин". Вона була другою жінкою, яка зробила це, і першою у своїй галузі науки. З 1898 до 1902 року вона виконувала обов'язки асистента професора у Стокгольмському університеті. Під час свого перебування на посаді асистента у Стокгольмі вона опублікувала статтю про лантан та селен. Вона залишила роботу на хімічному факультеті Стокгольмського університету після одруження з Гансом фон Ейлер-Хельпіном. За п'ять років після одруження Клеве спільно зі своїм чоловіком опублікувала 16 наукових робіт. Подружжя працювало над вивченням азотистих органічних сполукам, синтезу кетозів з формальдегідів, хімічних речовин у смолах та промислового синтезу спирту. У 1910-1912 роках під час роботи вчителем середньої школи Клеве відновила  дослідження планктону, в основному вивчаючи флору в водоймах біля Стокгольму. Результати цих досліджень є важливими і сьогодні, оскільки це єдина публікація, що стосується забруднення діатомовими водоростями, яке відбулося в регіоні Стокгольму. У 1913 році Клеве отримала посаду біологічного асистента Шведської гідрографічної біологічної комісії. У 1917 році вона опублікувала монографію за результатами досліджень планктону в протоці Скагеррак. Згодом вона очолила «Науково-дослідну лісову лабораторію (Skoghallsverkens)», дочірню компанію Uddeholm Company, де продовжила наукову роботу. Її дослідження, проведені у 1920-1925 роках, опубліковані у 23 статтях, стосувалися властивосей лігніну, його вмісту у деревині, склад хвої сосни та ялини, роль вуглекислого газу у рослинах, проте в основному робота була зосереджена на хімії лігніну. У цей період вона не припиняла викладати у школі та написала науково-популярну книгу про селен а також підручник з прикладної біохімії.
Приблизно у цей час, а згодом і в 1960-х роках, Клеве знову сфокусувала свої дослідження на живих і викопних діатомових водоростей у Балтійському морі. Її дослідження також були пов'язані з палеоботанічними проблемами, включаючи зміни рівня води в Балтійському морі. У той же період, між 1932 і 1955 роками, вона опублікувала декілька монографій з таксономії діатомів. У 1951 році Клеве видала монографію про шведські та фінські діатоми Die Diatomeen von Schweden und Finnland, над якою працювала протягом більше десяти років. У 1945 році вона повернулася до Уппсальського університету на кафедру геології. У 1948 році вона була нагороджена почесним ступенем Jubilee Doctor of Philosophy, як перша жінка у Швеції. У 1955 році отримала статус почесного професора за вивчення діатомів. Клеве продовжувала видавати наукові публікації до 86-річного віку.

## Окремі наукові праці
- On recent freshwater diatoms from Lule Lappmark in Sweden (1895)
- Studier öfver några svenska växters groningstid och förstärkningsstadium (1898, дисертація)
- Bidrag till kännedomen om ytterbium (1901)
- Cyclotella bodanica i Ancylussjön: Skattmansöprofilen ännu en gång (1911)
- Försök till analys av Nordens senkvartära nivåförändringar (1923)
- The diatoms of Finnish Lapland (1934)
- Sundets plankton: sammansättning och fördelning (1937)
- Bacillariaceen-assoziationen im nördlichsten Finnland (1939)
- Natur und Alter der Strandflächen Finnlands: Eine spätquartäre Rekonstruktion (1943)
- Die diatomeen von Schweden und Finnland I-V (1951-1955)
- Was war der Svea älv? (1957)